# Dans les forêts de Sibérie
Cet article concerne l'essai. Pour le film, voir Dans les forêts de Sibérie (film).
Dans les forêts de Sibérie est un récit autobiographique de Sylvain Tesson publié le 1er septembre 2011 et ayant reçu le prix Médicis essai la même année.
Le livre est le carnet d'ermitage de l'auteur, qui a vécu six mois en Sibérie, de février à juillet 2010, dans une cabane sur la côte nord-ouest du lac Baïkal, près de la réserve naturelle Baïkal-Léna, à 120 km du village le plus proche, sans route, vivant de pêche, de bûcheronnage, de marches, de lecture et de vodka.

## Résumé
Sur ce territoire parsemé de cabanes forestières et météorologiques, l'auteur a pour motivation de ne pas nuire à la planète. Le printemps commence fin avril et les eaux se libèrent mi-mai. Un couple d'amis russes lui donne deux chiots. Mi-juin, sa compagne restée en France lui annonce qu'elle le quitte.
Sylvain Tesson livre le fruit de ses lectures et de ses réflexions, citant les auteurs littéraires qu'il lit et décrivant la flore et la faune qui l'entourent. Il parcourt certains jours plusieurs kilomètres autour de sa cabane, tantôt à pied, tantôt en patin à glace ou en kayak, ce qui donne lieu à des pages descriptives précises et évocatrices de cette région de la Sibérie.
L'auteur séjourne parfois chez ses amis russes forestiers, situés à un ou deux jours de voyage, qui viennent eux aussi lui rendre de brèves visites occasionnellement. Les discussions sur l'amour de la Sibérie, de la nature et de l'immensité du destin humain ont lieu au cours d'inspections de la forêt ou de repas amicaux. Ses amis sont informés par la radio des événements du monde. Quand il quitte cette robinsonade, Sylvain Tesson laisse ses chiens et se promet de revenir.

## Distinctions
Après avoir concouru pour le prix Renaudot contre Limonov d'Emmanuel Carrère, le livre a reçu le prix Médicis essai le 4 novembre 2011.
Dans les forêts de Sibérie est par ailleurs un succès de librairie, la seule édition grand format s'étant vendue à plus de 250 000 exemplaires. 

## Accueil critique
Pour le magazine Le Point, ce livre « n'est pas seulement le récit d'une expérience radicale : c'est un texte magnifique, affûté, d'une poésie à faire éclater le cristal et parfois hallucinée ».
Certains spécialistes de la littérature de voyage comme Guillaume Thouroude critiquent toutefois la mise en scène de soi pleine d'aphorismes pontifiants, la précarité richement sponsorisée et le regard systématiquement moralisateur, où « Le positionnement stylistique de Tesson abonde [...] en oppositions binaires et hiérarchiques ». 

## Adaptations
Ce récit est également rattaché à la réalisation d'un documentaire télévisé de 52 minutes coréalisé avec Florence Tran et diffusé sur France 5. Le livre a fait l'objet d'une adaptation libre au cinéma dans un film homonyme réalisé par Safy Nebbou en 2016 avec Raphaël Personnaz et Evgueni Sidikhine dans les rôles principaux.
Virgile Dureuil publie aux éditions Casterman en octobre 2019 une adaptation du récit en bande dessinée réalisée sous la supervision de Sylvain Tesson.
Ce récit a fait aussi l'objet d'une adaptation au théâtre en 2023, par Estelle Andréa et William Mesguich.

## Éditions
- Éditions Gallimard, coll. « Blanche », 2011  (ISBN 978-2070129256)
- Éditions de la Loupe, 2011  (ISBN 978-2-84868-393-5)
- Éditions Gallimard, coll. « Folio », no 5586, 2013  (ISBN 978-2-07-045150-0)
- Éditions Casterman, adaptation en bande dessinée de Virgile Dureuil, 2019  (ISBN 978-2-203-19882-1)[8],[9]